# Pelmatellus brachyterus
Pelmatellus brachyterus är en skalbaggsart som beskrevs av Henri Goulet. Pelmatellus brachyterus ingår i släktet Pelmatellus och familjen jordlöpare. Inga underarter finns listade i Catalogue of Life.